# Estadio Nacional de la Costa del Sol
El Estadio Nacional de la Costa del Sol es uno de los dos escenarios para deportes de playa de El Salvador y el más importante de El Salvador y Centroamérica. Se ubica en la Costa del Sol, La Paz.
El ISTU es el encargado de darle mantenimiento a los dos escenarios deportivos por orden del gobierno central. La entidad vela por los parques y balnearios a nivel nacional, y son por tanto los responsables del mantenimiento.

## Eventos
Este estadio se inauguró con la primera Copa UNCAF de Fútbol Playa que se realizó en el mes de octubre del 2014.
Además se realizó entre el 28 de marzo y 4 de abril el Campeonato de Fútbol Playa de Concacaf de 2015; torneo que clasificó dos selecciones de dicha modalidad a la Copa Mundial de Fútbol Playa FIFA 2015 que se llevó a cabo en Portugal.